# 小行星6344 P-L
6344 P–L是在1960年被Tom Gehrels、Ingrid van Houten-Groeneveld、和 Cornelis Johannes van Houten發現的太陽系小天體。在1960年最後的出現之後，它就被認為失蹤了，直到2007年才再度被發現並賦予臨時名稱2007 RR9 (也可以寫成 2007 RR9) 。換言之，它從1960年至2007年再發現之前，曾是一顆迷蹤小行星。P–L代表著Palomar–Leiden，是帕洛瑪天文台和萊登天文台。
它是一顆小行星和熄火彗星的彗核，以4.7年的週期繞行太陽。它的軌道最遠處在木星之外，但可接近地球至0.07天文單位，始它有與地球碰撞的風險。
6344 P–L是一顆潛在威脅天體和可能休眠的熄火彗星，但它被再發現之後未曾有過氣體的噴發。